# Ван Би

Сюань-сюэ — синтез даосизма и конфуцианства

Ван Би (кит. 王弼, пиньинь Wáng Bì, 226—249), второе имя Фусы́ (辅嗣) — китайский философ, один из основоположников философской школы Сюань-сюэ, близкой к даосизму, но популярной среди конфуцианцев. Прожил всего 23 года. Оказал большое влияние на развитие философии в Китае. Был крупным чиновником в царстве Вэй эпохи Троецарствия. Свои взгляды излагал в комментариях к конфуцианской и даосской классике. Автор сочинений «Чжоу и чжу» («Комментарий к „Чжоуским переменам“») в шести главах и «Лао-цзы чжу» («Комментарий к „Лао-цзы“») в двух главах. Содержание «Чжоу и» Ван Би истолковывал как теорию временных процессов и изменений. Практически до сих пор значительная часть официальных трактовок классических трактатов строится на его комментариях. Главным теоретическим оппонентом Ван Би был Пэй Вэй. Начало изучению философского наследия Ван Би было положено работами советского китаеведа А.А. Петрова. 
В 1996 году был опубликован первый русский перевод комментариев Ван Би на трактат «Дао дэ цзин» в переводе синолога А. А. Маслова. В 1999 году в книге «ЛАОЦЗЫ — Обрести себя в Дао» появился перевод И. И. Семененко. Третий перевод вышел в 2024 году в работе К. С. Петросяна «Дао дэ цзин с толкованиями Ван Би: опыт русского перевода». 